# Ministère du Développement régional et de la Planification
Le ministère du Développement régional et de la Planification est un ministère tunisien. En 2013, il est regroupé avec le ministère de l’Investissement et de la Coopération internationale dans le nouveau ministère du Développement et de la Coopération internationale.

## Liste des ministres
| Image | Nom                | Parti                        |  | Gouvernement               | Dénomination                            | Début du mandat  | Fin du mandat    |
| ----- | ------------------ | ---------------------------- |  | -------------------------- | --------------------------------------- | ---------------- | ---------------- |
|       | Ahmed Néjib Chebbi | Parti démocrate progressiste |  | Gouvernement Ghannouchi II | Développement régional et local         | 17 janvier 2011  | 7 mars 2011      |
|       | Abderrazak Zouari  | Indépendant                  |  | Gouvernement Caïd Essebsi  | Développement régional                  | 7 mars 2011      | 24 décembre 2011 |
|       | Jameleddine Gharbi | Ennahdha                     |  | Gouvernement Jebali        | Développement régional et Planification | 24 décembre 2011 | 13 mars 2013     |

## Secrétariat d'État au Développement régional et local
- janvier 2011-décembre 2011 : Néjib Karafi
- décembre 2011-avril 2012 : Lamine Doghri